# Zeletovo
Zeletovo (cyr. Зелетово) – wieś w Serbii, w okręgu jablanickim, w gminie Bojnik. W 2011 roku liczyła 88 mieszkańców.